# Christopher Evans
Christopher Mychal "Chris" Evans (Chesapeake, Virginia, 29 de enero de 1991) es un jugador de baloncesto estadounidense que pertenece a la plantilla del Fos Provence Basket de la LNB Pro B.

## Trayectoria deportiva
Es un jugador exterior formado a caballo entre las universidades de Coastal Carolina Chanticleers y Kent State Golden Flashes. Tras no ser drafteado en 2013, daría el salto a Europa para jugar en Grecia en las filas del Aries Trikala B.C..
En 2014, llega a Italia para jugar dos temporadas en Liga Due, primero en Pallacanestro Trapani y después en Scafati Basket. Más tarde, se marcharía a Israel para jugar en Hapoel Tel Aviv e Ironi Nahariya.
Tras volver a Estados Unidos, disputaría la NBA Gatorade League con Canton Charge para finalizar la temporada en Argentina en las filas del Gimnasia y Esgrima (Comodoro Rivadavia).
En verano de 2017, se compromete con el AS Mónaco Basket para la temporada 2017-18.
Tras su paso por el baloncesto francés ficha en agosto de 2018 por el Herbalife Gran Canaria.
En agosto de 2020, firma con el Pallacanestro Virtus Roma de la Lega Basket Serie A, la máxima categoría del baloncesto italiano, pero en diciembre el equipo abandonó la competición por problemas financieros, convirtiéndose en agente libre.